# Endoconidium
Endoconidium — рід грибів. Назва вперше опублікована 1891 року.

## Класифікація
До роду Endoconidium відносять 6 видів:
- Endoconidium abietinum
- Endoconidium ampelophilum
- Endoconidium fragrans
- Endoconidium luteolum
- Endoconidium tembladerae
- Endoconidium temulentum